# Ole Dahl
Ole Dahl (født 15. januar 1935 på Amager, død 23. december 2018 i Winterthur, Schweiz) var en dansk læge og akupunktør.
Han var medstifter af Dansk Medicinsk Selskab for Akupunktur i 1974, hvor han var formand i over 12 år.
Ole Dahl var forgangsmand indenfor akupunkturen og var en af de første som udførte akupunktur i Danmark. Han var uddannet læge fra Københavns Universitet men yderligere var han uddannet i akupunktur I USA, Østen og Europa.
Han skrev lærebøger om akupunktur og var jævnligt medvirket i medierne i Danmark og udlandet heriblandt DR, TV2 etc.

## Karriere
Efter at have fuldført sin lægeeksamen ved Københavns Universitet tog han en Diplomuddannelse indenfor tropemedicin fra London School of Tropical Medicine. Derpå arbejdede han som læge for International Red Cross – Comité International de La Croix-Rouge – under Relief Action, Nigeria, Afrika. Senere som læge for Svensk Red Barnet – 1 år under borgerkrig i Yemen, Mellemøsten.
Efter dette blev han kredslæge alment praktiserende læge i København og har siden drevet privat lægepraksis i København.
Ole Dahl er yderligere æresmedlem af forskellige Akupunkturselskaber rundt om i Europa:
- Æresmedlem af Dansk Medicinsk Selskab for Akupunktur.
- Æresmedlem af Deutsches Forschungsinstitut für Chinesische Medizin.
- Æresmedlem af Academie Medicale D`Acupuncture, Paris.

Han har yderligere haft et stort sammenarbejde med mange europæiske læger og er brugt ved akupunktureksaminer i Tyskland og Schweiz som underviser og censor. I Danmark har han holdt forelæsninger i akupunktur for medicinstuderende ved Københavns og Aarhus Universitet.
Derudover har han skrevet følgende bøger:
- Akupunktur, dens principper og anvendelse. Forlaget Komma 1978.
- Akupunktur en patientorientering, Nyt Nordisk Forlag 1986.
- Lærebog i Akupunktur, medforfatter overlæge J. Fossgreen, Nyt Nordisk forlag 1984,-2.udgave 1992.
- Lægekunst i det 21.århundrede, Forlaget Hovedland 2003, artikel om akupunktur.
- Medforfatter til Den Store Danske Encyclopædi vedr. akupunktur.
- Artikler om akupunktur bl.a. i Ugeskrift for Læger og i Europæiske/Internationale akupunkturtidsskrifter.